# Shareese Woods
Shareese Woods (Estados Unidos, 20 de febrero de 1985) es una atleta estadounidense especializada en la prueba de 400 m, en la que consiguió ser medallista de bronce mundial en pista cubierta en 2008.

## Carrera deportiva
En el Campeonato Mundial de Atletismo en Pista Cubierta de 2008 ganó la medalla de bronce en los 400 metros, llegando a meta en un tiempo de 51.41 segundos que fue su mejor marca personal, tras las rusas Olesya Zykina y Natalya Nazarova (plata).